# Paraulacoporus sulcatus
Paraulacoporus sulcatus är en mångfotingart som beskrevs av Karl Wilhelm Verhoeff 1928. Paraulacoporus sulcatus ingår i släktet Paraulacoporus och familjen orangeridubbelfotingar. Inga underarter finns listade i Catalogue of Life.